# グラーツ・フィルハーモニー管弦楽団
グラーツ・フィルハーモニー管弦楽団 (グラーツフィルハーモニーかんげんがくだん、ドイツ語: Grazer Philharmoniker) は、オーストリアのグラーツに本拠を置くグラーツ歌劇場専属のオーケストラ。

## 概要
1950年に、グラーツ市立管弦楽団とアルペンラント放送管弦楽団の二つの楽団が合併してグラーツ・フィルハーモニー管弦楽団が結成された。
前身であるグラーツ市立管弦楽団は、1894年にシャルクの指揮で、ブルックナーの交響曲第5番の初演を行っている。

グラーツ歌劇場（Oper Graz）の専属オーケストラとして、オペラ、バレエ、ミュージカルの公演を中心に、シュタイアーマルク州音楽協会 (シュテファニエンザール) などにおける交響楽や室内楽のコンサートなど幅広い演奏活動を行い、また国内外の音楽祭にも出演している。

これまでに、カール・ベーム、セルジュ・チェリビダッケ、ズービン・メータなどの指揮者が客演している。

## 歴代首席指揮者
- ヘルベルト・アルベルト (1950年–1952年)
- ベリスラフ・クロブチャール (1960年–1971年)
- ニクシャ・バレザ (1981年–1990年)
- マリオ・ヴェンツァーゴ (1991年–1994年)
- フィリップ・ジョルダン (2001年–2004年)
- ヨハネス・フリッチュ (2006年–2013年)
- ディルク・カフタン (2013年–2017年)
- オクサーナ・リーニフ (2017年–2020年)
- ローラント・クルティヒ (2020年–2023年)
- ヴァシリス・クリストプーロス (2023年– )[3][4][5]